# سیکلوپنتانون
سیکلوپنتانون (به انگلیسی: Cyclopentanone) با فرمول شیمیایی C۵H۸O یک ترکیب شیمیایی با شناسه پاب‌کم ۸۴۵۲ است. که جرم مولی آن 84.12 g/mol می‌باشد. شکل ظاهری این ترکیب، مایع بی‌رنگ است.